# Landgericht Gießen

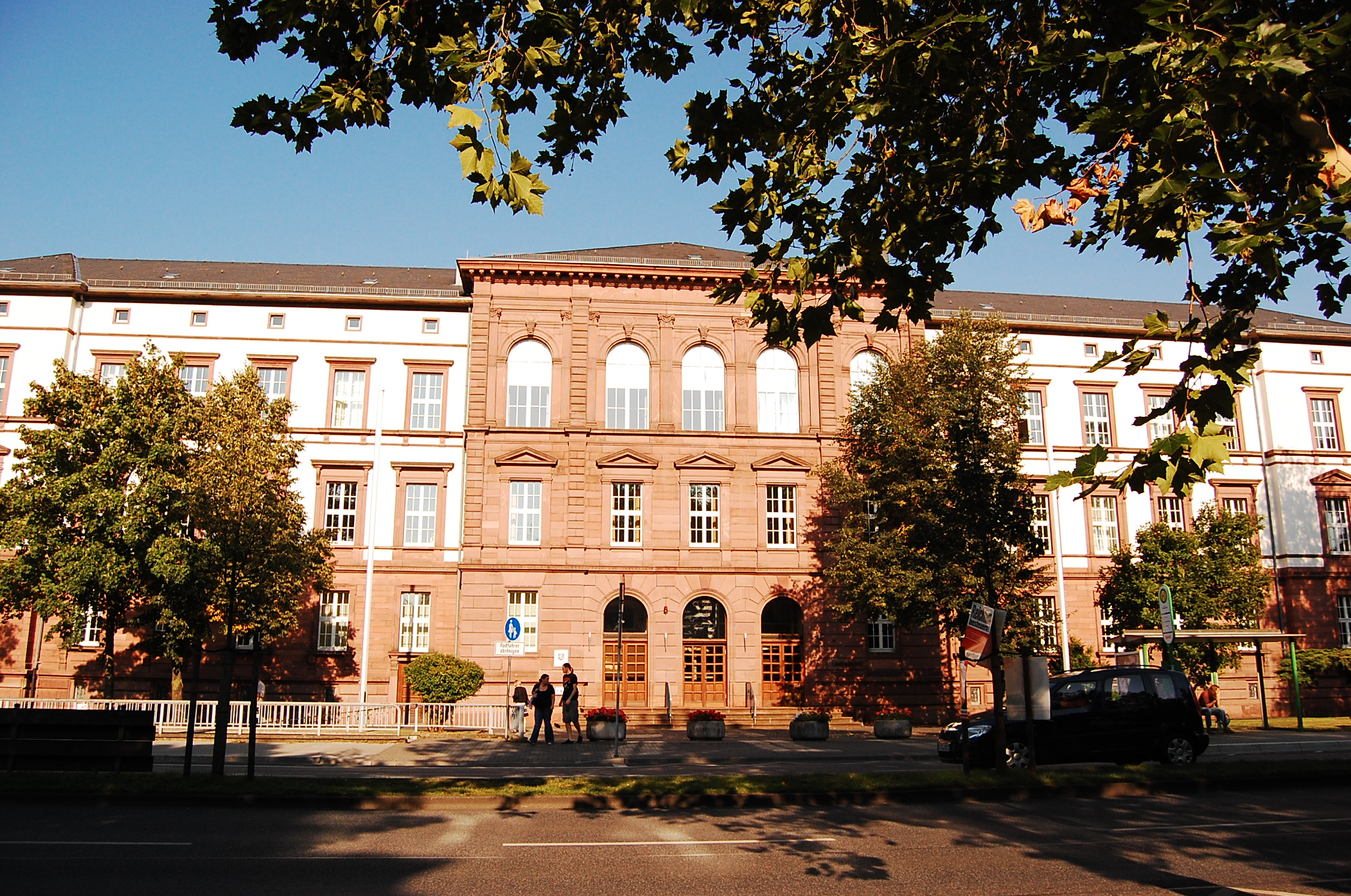
Frontalansicht des Landgerichtes

Das Landgericht Gießen ist ein Gericht der ordentlichen Gerichtsbarkeit im mittelhessischen Gießen und eines von neun Landgerichten im Bezirk des Oberlandesgerichts Frankfurt am Main.

## Gerichtssitz und Gerichtsbezirk

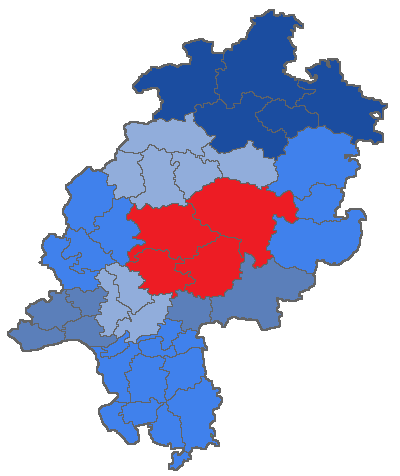
Lage des Landgerichtsbezirks Gießen in Hessen

Seinen Sitz hat das Landgericht in der Ostanlage 15 in Gießen. Am Landgericht sind sechs Zivilkammern, zwei Kammern für Handelssachen, neun Strafkammern und zwei Strafvollstreckungskammern eingerichtet. Der Gerichtsbezirk umfasst den Landkreis Gießen, den Vogelsbergkreis und Teile des Wetteraukreises.
Dem Landgericht Gießen übergeordnet ist das Oberlandesgericht Frankfurt am Main, untergeordnet sind die Amtsgerichte in Alsfeld, Büdingen, Friedberg (Hessen) und Gießen.

## Geschichte
Der Vorgänger des heutigen Landgerichts war das Hofgericht Gießen, das seit 1803 unter dieser Bezeichnung arbeitete. Es kam allerdings aus einer älteren Tradition. Es war zunächst ein höheres Gericht der Landgrafschaft Hessen-Darmstadt und ab 1806 des Großherzogtums Hessen für dessen Provinz Oberhessen.
Zum 1. Oktober 1879 trat das Gerichtsverfassungsgesetz von 1877 in Kraft. Damit wurden Organisation und Bezeichnungen der Gerichte reichsweit vereinheitlicht. Das Hofgericht Gießen wurde zum 1. Oktober 1879 formal aufgehoben und das Landgericht Gießen neu eingerichtet.

## Gebäude

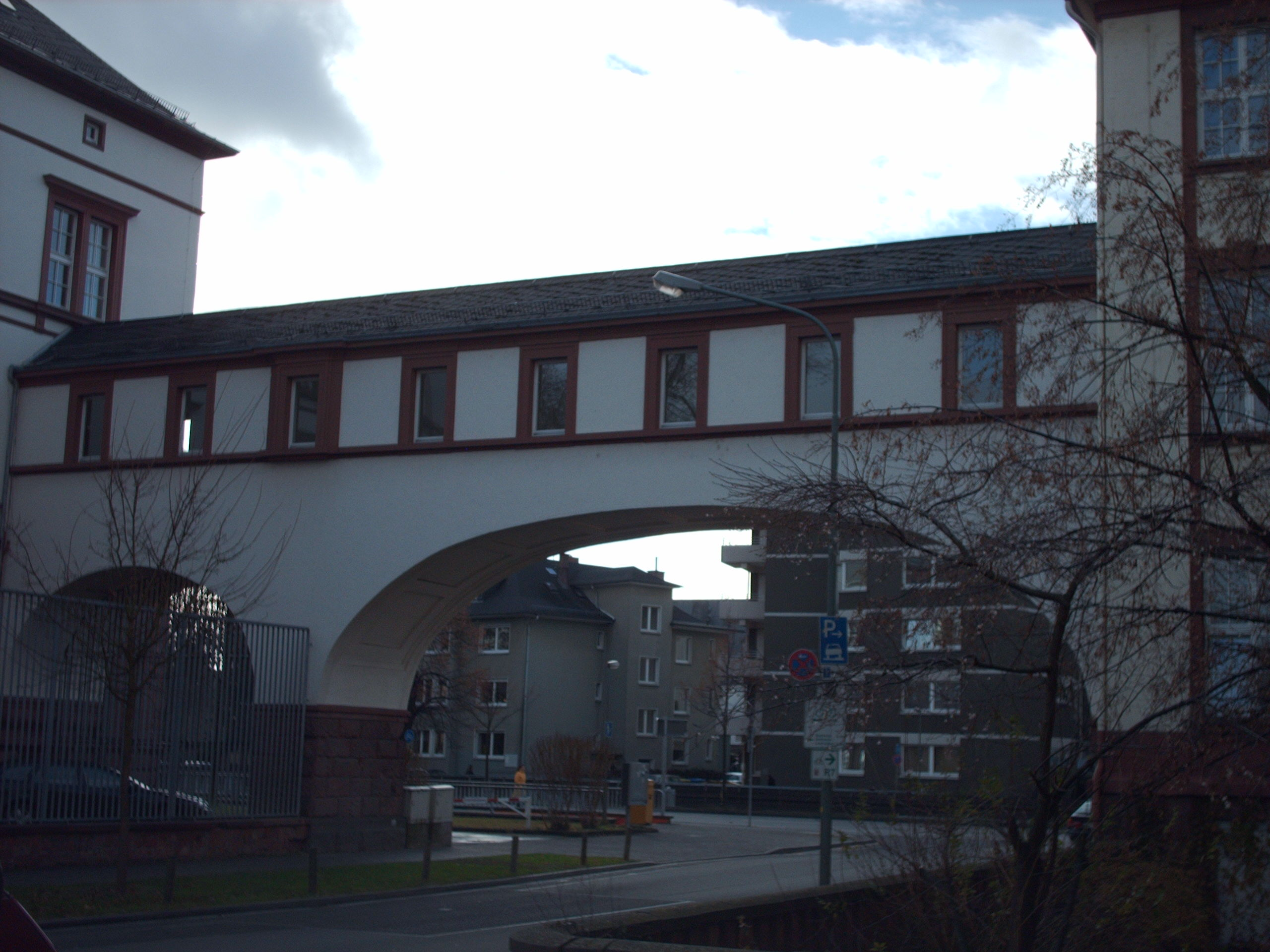
Die „Seufzerbrücke“ verbindet Land- und Amtsgericht.

Das Landgericht Gießen ist in einem 1878–1879 im Auftrag des Großherzoglichen Hochbauamtes erbauten Gebäude untergebracht, das sich durch eine strenge Symmetrie und einen in rotem Buntsandstein gehaltenen Risalit im Eingangsbereich auszeichnet. Es entstand zur gleichen Zeit wie das Hauptgebäude der Justus-Liebig-Universität. Aufgrund der großen Ähnlichkeit zwischen den beiden Gebäuden wird angenommen, dass derselbe Architekt – Baurat Holzapfel – mit beiden Bauprojekten beauftragt war. Der so genannte „Justizpalast“ steht unter Denkmalschutz. Die über die Gutfleischstraße führende Seufzerbrücke schafft eine direkte Verbindung mit dem Amtsgericht Gießen.

## Persönlichkeiten
- Ludwig Knorr, erster Präsident des Landgerichtes Gießen nach seiner Gründung 1879
- Karl Doerr, Rat am Hofgericht ab 1860
- August Völcker, Rat am Hofgericht ab 1844, 1873 bis 1877 Hofgerichtsdirektor
- Günther Erkel (1924–1993), von 1967 bis 1970 Präsident des Gerichts
- Johann Nikolaus Scheuer (* 1950), von 2005 bis 2007 Präsident des Gerichts
- Wilhelm Wolf (* 1966), 2006 bis 2008 Vizepräsident und von 2010 bis 2016 Präsident des Gerichts